# Маркс (Міссісіпі)
Маркс (англ. Marks) — місто (англ. city) в США, в окрузі Квітмен штату Міссісіпі. Населення — 1444 особи (2020).

## Географія
Маркс розташований за координатами 34°15′13″ пн. ш. 90°16′20″ зх. д. / 34.25361° пн. ш. 90.27222° зх. д. (34.253515, -90.272222).  За даними Бюро перепису населення США в 2010 році місто мало площу 3,32 км², уся площа — суходіл.

## Демографія
Згідно з переписом 2010 року, у місті мешкало 1735 осіб у 653 домогосподарствах у складі 434 родин. Густота населення становила 522 особи/км².  Було 730 помешкань (220/км²).
Расовий склад населення:
| - 67,1 % — чорних або афроамериканців - 31,8 % — білих - 0,3 % — корінних американців - 0,2 % — азіатів |

До двох чи більше рас належало 0,6 %. Частка іспаномовних становила 0,5 % від усіх жителів.
За віковим діапазоном населення розподілялося таким чином: 23,7 % — особи молодші 18 років, 58,1 % — особи у віці 18—64 років, 18,2 % — особи у віці 65 років та старші. Медіана віку мешканця становила 40,2 року. На 100 осіб жіночої статі у місті припадало 82,6 чоловіків;  на 100 жінок у віці від 18 років та старших — 76,8 чоловіків також старших 18 років.
Середній дохід на одне домашнє господарство  становив 45 783 долари США (медіана — 28 365), а середній дохід на одну сім'ю — 56 740 доларів (медіана — 33 147). Медіана доходів становила 47 143 долари для чоловіків та 23 705 доларів для жінок. За межею бідності перебувало 33,5 % осіб, у тому числі 62,2 % дітей у віці до 18 років та 11,4 % осіб у віці 65 років та старших.
Цивільне працевлаштоване населення становило 491 осіб. Основні галузі зайнятості: освіта, охорона здоров'я та соціальна допомога — 24,6 %, виробництво — 13,0 %, науковці, спеціалісти, менеджери — 11,6 %, будівництво — 11,2 %.